# Follia di mezzanotte
Follia di mezzanotte (Midnight Madness) è un film del 1980 diretto da Michael Nankin e David Wechter, prima apparizione sullo schermo del celebre attore Michael J. Fox.

## Trama
A Los Angeles, dopo una serie di preparativi durata oltre un anno, viene organizzata una particolare caccia al tesoro, in cui i componenti di cinque squadre dovranno sfidarsi per dimostrare di essere "i migliori" dell'università; inizialmente nessuna di esse ha intenzione di partecipare, tuttavia ben presto le previsioni di Leon, l'organizzatore, hanno la meglio. Nel corso della competizione, si verranno a scontrare in particolare i membri della squadra gialla, leale e corretta, e quelli della squadra blu, i quali al contrario sono disposti a tutto per ottenere la vittoria.